# Berberis valida
Berberis valida là một loài thực vật có hoa trong họ Hoàng mộc. Loài này được (C.K.Schneid.) C.K.Schneid. mô tả khoa học đầu tiên năm 1942.